# Esquadrão N.º 21 da RAAF
O Esquadrão N.º 21 é um esquadrão da Real Força Aérea Australiana (RAAF) que serve como esquadrão de reserva. Formado nos anos 30, foi mobilizado para prestar serviço durante a Segunda Guerra Mundial, tendo lutado contra as forças japonesas como esquadrão de caça durante a Campanha da Malásia, esquadrão de bombardeiros de mergulho durante a Campanha da Nova Guiné, e como esquadrão de bombardeiros pesados durante a Campanha de Bornéu. Depois da guerra, o esquadrão continuou a pilotar aeronaves até 1960. Desde então, embora activo, não possui nenhuma capacidade aérea. A sua base é a Base aérea de Williams.